# Tephrosia pumila
Tephrosia pumila là một loài thực vật có hoa trong họ Đậu. Loài này được (Lam.) Pers. miêu tả khoa học đầu tiên.